# Токтоян
Токтоян (кирг. Токтоян) — село в Тюпском районе Иссык-Кульской области Кыргызстана. Входит в состав Карасаевского аильного округа. Код СОАТЕ — 41702 225 883 02 0.

## Население
По данным переписи 2009 года в селе проживало 1309 человек.
По данным переписи 2022 года в селе проживало 1 640 человек.